# Nocera Terinese
Nocera Terinese ist eine italienische Stadt in der Provinz Catanzaro in Kalabrien mit 4713 Einwohnern (Stand 31. Dezember 2023).

## Lage und Daten
Nocera Terinese liegt 60 km westlich von Catanzaro am Unterlauf des Savuto. Die Nachbargemeinden sind Amantea (CS), Cleto (CS), Falerna, Lamezia Terme, Martirano Lombardo und San Mango d’Aquino.

## Weinbau
In den Gemeinden Nocera Terinese und Falerna existiert seit 1994 eine „kontrollierte Herkunftsbezeichnung“ (Denominazione di origine controllata – DOC) mit dem Namen Scavigna DOC, die zuletzt am 7. März 2014 aktualisiert wurde. Unter diesem Namen können Weiß-, Rosé- und Rotweine produziert werden.

## Sehenswürdigkeiten
Sehenswert ist die Kirche S. Francesco, erbaut im 15. und 16. Jahrhundert. Die Kirche ist im gotischen Stil gebaut worden und besitzt katalanische Einflüsse. Weitere Kirchen sind die Kirche der Annunziata aus dem 17. Jahrhundert und die Kirche der Addolorata. Das Haus Procida hat ein Portal aus dem 16. Jahrhundert.
In Italien gibt es nur noch drei Orte, in denen Flagellantenprozessionen stattfinden: Guardia Sanframondi, Verbicaro und Nocera Terinese. In Nocera Terinese ziehen die sich geißelnden Männer am Karsamstag durch die Straßen.